# Abra de Ilog
Abra de Ilog (Bayan ng Abra de Ilog) är en kommun i Filippinerna. Kommunen ligger på ön Mindoro, och tillhör provinsen Occidental Mindoro. Folkmängden uppgår till 22 212 invånare.
Abra de Ilog delas in i 9 barangayer.

### Webbkällor
- Quick Tables: List of Municipalities
- Population and Housing